# Andy und Bernd
Andy und Bernd war ein deutsches Duo auf dem Gebiet des volkstümlichen Schlagers. Seit 1998 ist Andy Hocewar als Solokünstler aktiv. Er moderiert die Fernsehshows Musikparadies und Deutsche Schlager Hitparade. Bisher wurden mehr als 300 Folgen gedreht. Im Juli 2007 hat Andy die längste Volksmusik- und Schlagersendung der Welt moderiert. Über 36 Stunden live ohne Unterbrechung.

## Leben
Andy (bürgerlicher Name: Andreas Hocewar; * 4. August 1971 in Lörrach) und sein Bruder Bernd (bürgerlicher Name: Bernd Hocewar; * 4. Juli 1967 in Lörrach) wuchsen in Kandern auf. Schon früh waren die beiden im Kinderchor, im Spielmannszug und im Musikverein aktiv. Sie bekamen Unterricht in Gesang und Stimmbildung und spielten Klarinette und Saxophon. Bernd lernte ab 1974 Orgel und Andy ab 1976 Schlagzeug. 1977, im Alter von sechs und zehn Jahren besangen beide ihre erste Single Mami, du bleibst zu Haus. Ab 1981 waren beide regelmäßig auf Tournee in Südwestdeutschland und im benachbarten Ausland.
1990 trat das Duo beim Grand Prix der Volksmusik 1990 an und erreichte mit dem Lied Die Süße aus dem Sauerland den 7. Platz. Es folgten mehrere Auftritte bei verschiedenen volkstümlichen Fernsehsendungen. Beim Grand Prix der Volksmusik 1992 versuchten sie es mit Himmel vorhanden, Engel gesucht, kamen jedoch nicht über die deutsche Vorentscheidung hinaus.
Seit 1996 arbeitete Andy beim privaten Fernsehsender B.TV (später BTV4U) in verschiedenen technischen Funktionen. (Zuerst in der Sendeabwicklung, ab Februar 2003 als Produktionsleiter und ab Januar 2004 als Programmdirektor.)
Außerdem moderierte er dort die große Fernsehshow Musikparadies, in welcher meist regional bekannte Künstler auftraten. Die Sendung mit den Schwerpunkten Volksmusik und Schlager wurde mit Live-Publikum einmal pro Monat produziert und dann als wöchentliche Folgen gesendet.
Nach der Insolvenz von B.TV und der Umfirmierung in BTV4U wurde die Sendung Musikparadies eingestellt und stattdessen mit Andy die Sendung Schlagergruß produziert. In der Sendung, die immer sonntags um 12 Uhr live ausgestrahlt wurde, konnten die Zuschauer per kostenpflichtiger Telefonnummer und Premium-SMS Grüße äußern, sowie an Musikvotings und einem Gewinnspiel teilnehmen. Innerhalb der Sendung wurden zudem zahlreiche Ausschnitte aus früheren Musikparadies-Sendungen wiederholt.
Nach dem Ende des Senders B.TV/BTV4U gründete die Familie Hocewar eine eigene Produktionsfirma unter dem Namen MP-TV. Diese Firma produziert seitdem die Sendungen Andy's Musikparadies und Deutsche Schlager Hitparade. Beide Sendungen werden von Andy Hocewar moderiert und in verschiedenen regionalen Fernsehsendern (BW Family.tv, L-TV) sowie im Internet bei Volksmusik.TV ausgestrahlt.

## Bekanntere Titel
- Die Süße aus dem Sauerland 1990
- Heisse Amore in Bad Boll 2007
- Bussi Bussi 1990
- Siebentausend Rinder 1990
- Himmel vorhanden, Engel gesucht 1992
- Romantica Amore 2001
- Feuer auf Eis 2002
- Wenn alles Leben Leid heisst 2000
- Die Sterne von Gomera 2003
- Verzeih ich habe ein Problem 2004
- Fräulein made in Germany 2005
- Am allerliebsten bin ich bei der Rosi 2006
- Die Resi war doch Single 2009

## Diskografie
- Bussi Bussi 1990
- Die süsse aus dem Sauerland 1990
- Ich bin so gut zu dir 1991
- Es brennt ein Licht für dich 1993
- Das Mädchen unterm Regenschirm 1996

## Trivia
Bei BTV4U gab es die preisgekrönte Morningshow BTV4U Morgenmuffel. Diese Sendung wurde zwar nicht von Andy moderiert und hatte auch nichts mit Volksmusik und Schlager zu tun. Die Sendung war aber durch zahlreiche Trash-Elemente bekannt und hatte als Running Gag die Besonderheit, dass jede Sendung am Ende durch einen Song von Andy, in Form eines Ausschnitts aus alten Musikparadies-Sendungen beendet wurde.